# Bezirk Sissach
Der Bezirk Sissach ist einer von fünf Bezirken im Schweizer Kanton Basel-Landschaft. Der Hauptort ist Sissach.

## Geografie
Der Bezirk Sissach liegt im Südosten des Kantons. Er umfasst das im Süden am Unteren Hauensteinpass an der Grenze zum Kanton Solothurn beginnende Ergolztal mit seinen zahlreichen Seitentälern. Im Osten und im Norden wird der Bezirk durch Hügelketten, die zum Tafeljura gehören und den Übergang zum Kanton Aargau bilden, begrenzt. Nur im Nordosten ist das Tal in Richtung des Bezirks Liestal geöffnet. Der Bezirk Sissach ist relativ dünn besiedelt und weitgehend durch Landwirtschaft, Wald und Hügelland geprägt. Im Gegensatz zum restlichen Kantonsgebiet besteht er weitestgehend aus kleinen und kleinsten Dörfern.

## Nachbarbezirke
Der Bezirk grenzt im Norden an den Bezirk Rheinfelden im Kanton Aargau und im Osten an den ebenfalls im Aargau liegenden Bezirk Laufenburg, im Süden an den Bezirk Gösgen im Kanton Solothurn, im Südwesten an den Bezirk Waldenburg und im Nordwesten an den Bezirk Liestal.

## Verkehr
Durch den Bezirk führt die Bahnlinie von Basel nach Olten, welche durch den Hauensteinbasistunnel die Jurakette überwindet und einer der beiden Hauptzubringer der Gotthardlinie darstellt. Westlich der neuen Strecke mit dem Basistunnel verläuft die alte Hauensteinstrecke durch das Homburgertal. Letztere wird heute nur noch mit der S9, dem Läufelfingerli, für den Regionalverkehr genutzt und dient zudem als Ausweichstrecke bei Pannen oder Überlastung im Hauensteintunnel. 

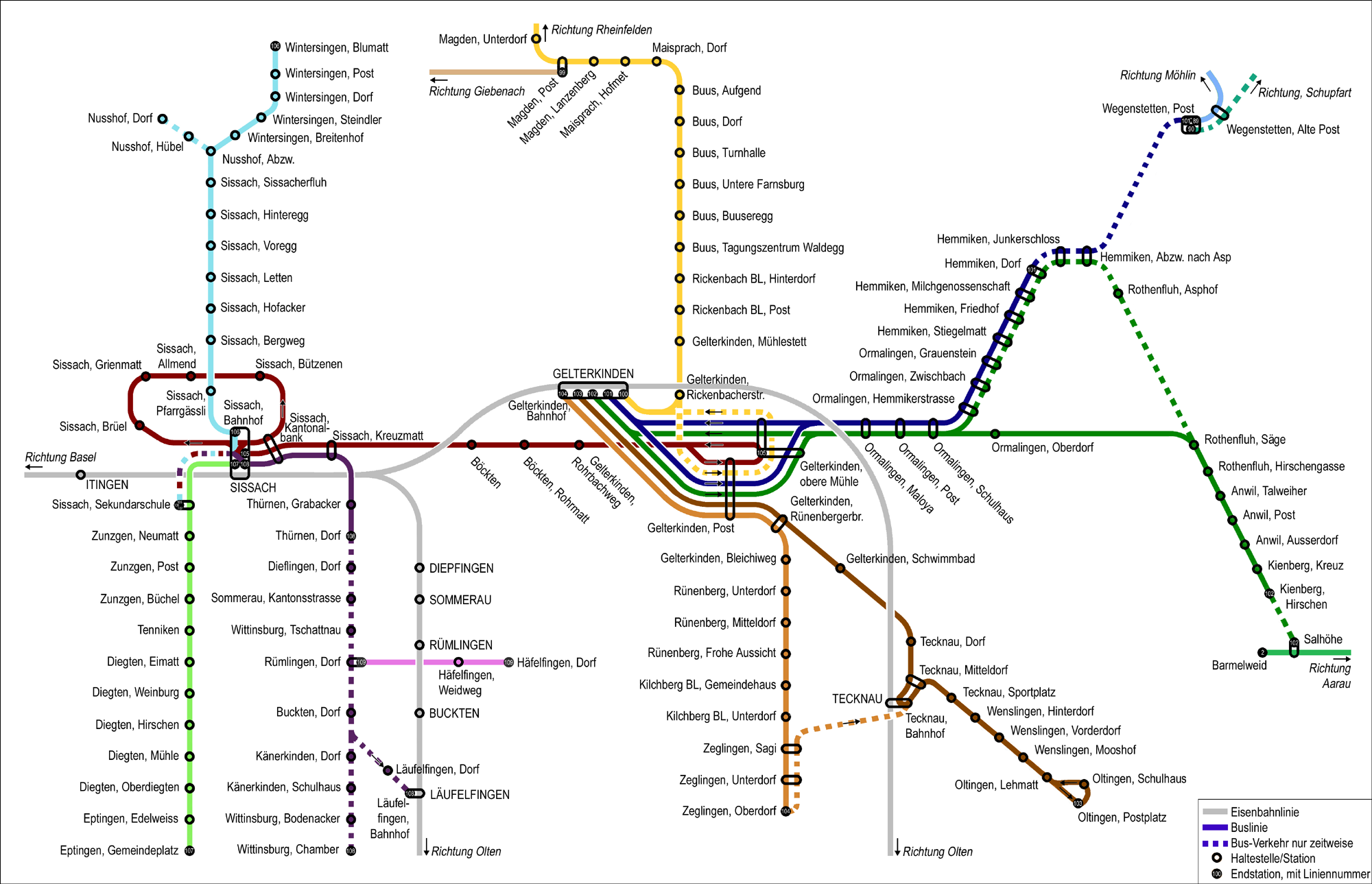
öV-Linien im Bezirk Sissach

Parallel zur Bahnlinie verlaufen die Nationalstrasse und Autobahn A2 von Basel nach Luzern sowie die alten Passstrasse über den Unteren Hauenstein.

## Politische Gemeinden
Der Bezirk Sissach umfasst (Stand 2014) insgesamt 29 meist relativ kleine Gemeinden. Im ganzen Bezirk gibt es keine einzige Stadt. Liste der Gemeinden:
| Wappen       | Name der Gemeinde | Einwohner (31. Dezember 2023) | Fläche in km² | Einwohner pro km² |
| ------------ | ----------------- | ----------------------------- | ------------- | ----------------- |
| Anwil        | Anwil             | 537                           | 3,95          | 136               |
| Böckten      | Böckten           | 848                           | 2,28          | 372               |
| Buckten      | Buckten           | 709                           | 2,00          | 355               |
| Buus         | Buus              | 1112                          | 8,85          | 126               |
| Diepflingen  | Diepflingen       | 794                           | 1,44          | 551               |
| Gelterkinden | Gelterkinden      | 6296                          | 9,78          | 644               |
| Häfelfingen  | Häfelfingen       | 251                           | 3,97          | 63                |
| Hemmiken     | Hemmiken          | 266                           | 3,39          | 78                |
| Itingen      | Itingen           | 2441                          | 3,13          | 780               |
| Känerkinden  | Känerkinden       | 535                           | 1,48          | 361               |
| Kilchberg    | Kilchberg (BL)    | 177                           | 1,59          | 111               |
| Läufelfingen | Läufelfingen      | 1396                          | 8,16          | 171               |
| Maisprach    | Maisprach         | 941                           | 5,08          | 185               |
| Nusshof      | Nusshof           | 279                           | 1,72          | 162               |
| Oltingen     | Oltingen          | 519                           | 7,18          | 72                |
| Ormalingen   | Ormalingen        | 2363                          | 6,93          | 341               |
| Rickenbach   | Rickenbach (BL)   | 570                           | 2,90          | 197               |
| Rothenfluh   | Rothenfluh        | 814                           | 10,95         | 74                |
| Rümlingen    | Rümlingen         | 434                           | 2,28          | 190               |
| Rünenberg    | Rünenberg         | 783                           | 4,97          | 158               |
| Sissach      | Sissach           | 6851                          | 8,90          | 770               |
| Tecknau      | Tecknau           | 808                           | 2,34          | 345               |
| Tenniken     | Tenniken          | 934                           | 4,67          | 200               |
| Thürnen      | Thürnen           | 1453                          | 2,26          | 643               |
| Wenslingen   | Wenslingen        | 718                           | 5,92          | 121               |
| Wintersingen | Wintersingen      | 608                           | 6,95          | 87                |
| Wittinsburg  | Wittinsburg       | 448                           | 3,20          | 140               |
| Zeglingen    | Zeglingen         | 521                           | 7,91          | 66                |
| Zunzgen      | Zunzgen           | 2757                          | 6,86          | 402               |
| Total (29)   | Total (29)        | 37'163                        | 141,04        | 263               |